# توم سكوجين
توم سكوجين (باللاتفية: Toms Skujiņš)‏ (و. 1991  م) هو راكب دراجة هوائية، ولاعب هوكي الجليد لاتفي، ولد في سيغولدا، شارك في ركوب الدراجات في الألعاب الأولمبية الصيفية 2016، وشارك في طواف فرنسا 2018، وشارك في طواف فرنسا 2019.

## التعليم
تعلم في Riga State Gymnasium No.1 ‏
.

### سباقات أو مراحل فاز بها
| التاريخ        | السباق                                                 | المركز                                        |
| -------------- | ------------------------------------------------------ | --------------------------------------------- |
| 02 أبريل 2010  | 2010 Memorial Oleg Dyachenko                           |                                               |
| 29 مايو 2010   | Tartu GP 2010                                          |                                               |
| 06 يونيو 2010  | Riga Grand Prix 2010                                   | الفائز في التصنيف العام                       |
| 19 مارس 2011   | لوار أتلانتيك الكلاسيكي 2011                           | الرابع في التصنيف العام                       |
| 20 مايو 2012   | طواف النرويج 2012                                      | العاشر في تصنيف الجبال                        |
| 04 مايو 2013   | سوندفولدن جراند بريكس 2013                             | التاسع في التصنيف العام                       |
| 05 مايو 2013   | رينجيريك جراند بريكس 2013                              | الثامن في التصنيف العام                       |
| 11 مايو 2013   | 2013 Scandinavian Race Uppsala                         | الثالث في التصنيف العام                       |
| 19 مايو 2013   | طواف النرويج 2013                                      | العاشر في التصنيف العام                       |
| 26 مايو 2013   | 2013 Peace Race U23                                    | الفائز في التصنيف العام                       |
| 21 يوليو 2013  | 2013 European Road Cycling Championships Men U23 RR    |                                               |
| 15 يونيو 2014  | تور دي بوس 2014                                        | الفائز في التصنيف العام                       |
| 01 يناير 2015  | طواف أمريكا للدراجات 2015                              | الفائز في التصنيف العام                       |
| 31 مايو 2015   | 2015 Winston Salem Cycling Classic                     | الفائز في التصنيف العام                       |
| 14 يونيو 2015  | تور دي بوس 2015                                        |                                               |
| 22 يونيو 2016  | بطولة لاتفيا لسباق الدراجات ضد الزمن 2016              |                                               |
| 26 يونيو 2016  | سباق الطريق للرجال في بطولة لاتفيا 2016                |                                               |
| 27 يناير 2018  | تروفيو بولينسا-أندراتكس 2018                           | الفائز في التصنيف العام                       |
| 19 مايو 2018   | طواف كاليفورنيا 2018                                   | الأول في تصنيف الجبال، السادس في تصنيف النقاط |
| 09 أكتوبر 2018 | طواف فيرزين 2018                                       | الفائز في التصنيف العام                       |
| 30 يونيو 2019  | سباق الطريق للرجال في بطولة لاتفيا لسباق الدراجات 2019 | الفائز في التصنيف العام                       |
| 16 يونيو 2021  | سباق الطريق ضد الساعة للرجال في بطولة لاتفيا 2021      | الفائز في التصنيف العام                       |
| 20 يونيو 2021  | سباق الطريق للرجال في بطولة لاتفيا 2021                | الفائز في التصنيف العام                       |
| 01 مايو 2022   | طواف روماندي 2022                                      | الأول في تصنيف الجبال، السابع في تصنيف النقاط |
| 21 يونيو 2023  | سباق الزمن على الطريق للرجال في بطولة لاتفيا 2023      | الفائز في التصنيف العام                       |

## روابط خارجية
- توم سكوجين على موقع الاتحاد الدولي للدراجات (الإنجليزية)
- توم سكوجين على موقع أرشيف الدراجات (الإنجليزية)
- توم سكوجين على موقع إحصائيات الدراجات الإحترافية (الإنجليزية)
- توم سكوجين على موقع نسبة الدراجات (الإنجليزية)
- توم سكوجين على موقع CycleBase (الإنجليزية)
- توم سكوجين على موقع نتائج كأس العالم لسباقات دراجات (بي.أم.إكس) (الإنجليزية)
- توم سكوجين على موقع اللجنة الأولمبية الدولية (الإنجليزية)
- توم سكوجين على موقع أوليمبيديا (الإنجليزية)
- توم سكوجينعلى موقع اللجنة الأولمبية اللاتفية (مؤرشف) (اللاتفية)